# .gl
.gl je internetová národní doména nejvyššího řádu pro Grónsko.